# Унковский, Николай Владимирович
Николай Владимирович Унковский (1856, Калуга, Российская империя — 13 (26) июня 1904, Калуга, Российская империя) — русский оперный певец (драматический баритон), режиссёр, антрепренёр, педагог.

## Биография
Родился в 1856 году в Калуге (ул.Волкова,5) в дворянской семье.
В 1876 году окончил Морской кадетский корпус в Санкт-Петербурге с производством в мичманы (его однокурсником был мичман Николай Фигнер, также оставивший военную карьеру ради творчества). Параллельно обучался пению в частной музыкальной школе Андрея Евгеньева (у Осипа Палечека).
В 1876 году, в рамках проводимых в доме контр-адмирала Дмитрия Головачёва любительских концертов, принял участие в постановке оперы «Сын мандарина» (композитора Ц. А. Кюи) в которой исполнил партию Зай-Санга. На его голос обратила внимание супруга композитора Матильда Рафаиловна Кюи (в девичестве Бамберг), ученица А. С. Даргомыжского.
В 1879 году выступил в благотворительном спектакле в Туле в партии Мефистофеля («Фауст», композитора Шарля Гуно).
С 1878 по 1880 год был вольнослушателем Санкт-Петербургской консерватории, где обучался пению у Камилло Эверарди.
В 1880 году вышел в отставку, оставив военную карьеру и уехал в город Пензу, где преподавал пение.
С 1884 по 1887 год был солистом оперной трупы П. М. Медведева в Казани. С 1890 по 1891 и с 1893 по 1894 год пел в Казанской опере, где дебютировал с партией Валентина («Фауст»).
С 1887 по 1888 год был солистом Мариинского театра, где дебютировал с партией Эскамильо («Кармен», опера Жоржа Бизе).
Позднее выступал в Саратовской опере, где одновременно работал режиссёром. С 1892 по 1899 год возглавлял в Саратове Товарищество русских оперных артистов. С коллективом товарищества в мае 1893 года и в сентябре—октябре 1894 года гастролировал в Казани, Самаре (1895; здесь его слушал М. Горький) Нижнем Новгороде (1893), Уфе, Симбирске, Оренбурге, Ярославле, Пензе, Москве (1895), Рыбинске и Opле (1898).
В 1899 году продал своё имение в Тульской губернии, купив на вырученные деньги пароход и баржу, превратив последнюю в «Оперный плавучий театр Н. В. Унковского». Расширив труппу до 70 человек, певец курсировал на пароходе от Казани до Архангельска. В Саратове, совместно с дирижёром И. Палицыным, осуществил первую постановку оперы «Пиковой дамы».
Скончался 13(26) июня 1904 года в Калуге. Похоронен в некрополе Лаврентьевского монастыря.

## Творчество
Был первым исполнителем партий: в Саратове и Казани — Елецкого («Пиковая дама»), в Москве — Муция («Песнь торжествующей любви» В. Гартевельда); в Казани и Нижнем Новгороде — Иуды («Маккавеи», А. Рубинштейна).
Среди лучших партий певца — Руслан, Князь Игорь, Демон («Демон», А. Рубинштейна) Петр («Вражья сила», А. Серова), Кочубей, Онегин, Иуда, Амонасро, Ренато, Нелюско, Тонио («Паяцы»), Эскамильо, Вольфрам. Среди других исполненных партии: Елецкий, Вязьминский, Мизгирь («Снегурочка», Н. Римского-Корсакова), Оберталь («Гугеноты», «Африканка» Д. Мейербера, «Пророк»), Невер, Барнаба, Сильвио.
Партнёрами певца в разные годы были М. Будкевич, М. Инсарова, Ю. Закржевский, О. Соколова-Фрелих. Пел под управлением дирижёров Н. Алмазова, И. Палицына, Б. Плотникова, И. Труффи.
Вёл активную педагогическую деятельность в Москве, Пензе, Калуге (здесь в 1901 открыл курсы пения и оперные классы).
Обладал мощным голосом приятного тембра и ярким драматическим дарованием. 

«Унковский был любимцем саратовской публики. В чём бы он ни выступал, везде ждал его триумф… Голос его, драматический баритон— странный, „двухэтажный“, я бы сказал, голос: центра его был мощный, а верха, начиная с ми, узкие и задавленные точно шею ему во время пения давил туго затянутый галстук. Но Унковский был актером большой сценической и музыкальной культуры. Все у него в парта было экспрессивно и оправданно. Он сам при исполнении своих партий и при постановке опер широко умел пользоваться литературным, историческим и иконографическим материалом»— Н. Н. Боголюбов

## Семья
- Отец — Владимир Семёнович Унковский
- Жена — Александра Васильевна Захарьина-Унковская, окончила Петербургскую консерваторию с золотой медалью. За разработанную ею систему музыкального образования получила премию Миланской консерватории.
  - Сын — Сергей Николаевич Унковский (1881 — 8 апрель 1931?)
  - Сын — Николай Николаевич Унковский (20 сентября 1895—1942)